# Samen (The Scene)
Samen is een nummer van de Nederlandse band The Scene uit 1992. Het is de derde single van hun vierde studioalbum Open.
"Samen" werd een kleine hit voor The Scene. De Nederlandse Top 40 werd niet gehaald, wel bereikte de plaat de 7e positie in de Tipparade. De Single Top 100 wist het wel te bereiken; het was vijf weken genoteerd met een 57e plek als hoogste notering.
Het nummer gaat over een te verwachte kind in een relatie ("Het zit in jou; het zit in mij").

## Tracklijst
- 7"

1. "Samen" - 4:48
2. "Samen" (live) - 6:06